# Microcaecilia supernumeraria
Microcaecilia supernumeraria és una espècie d'amfibis gimnofions de la família dels cecílids. Va ser descrit om Caudacaecilia asplenia per Edward Harrison Taylor el 1968.
És una espècie que viu sota terra, endèmica del Brasil. L'estatut taxonòmic és incert.